# ハロルド・エイブラハムス

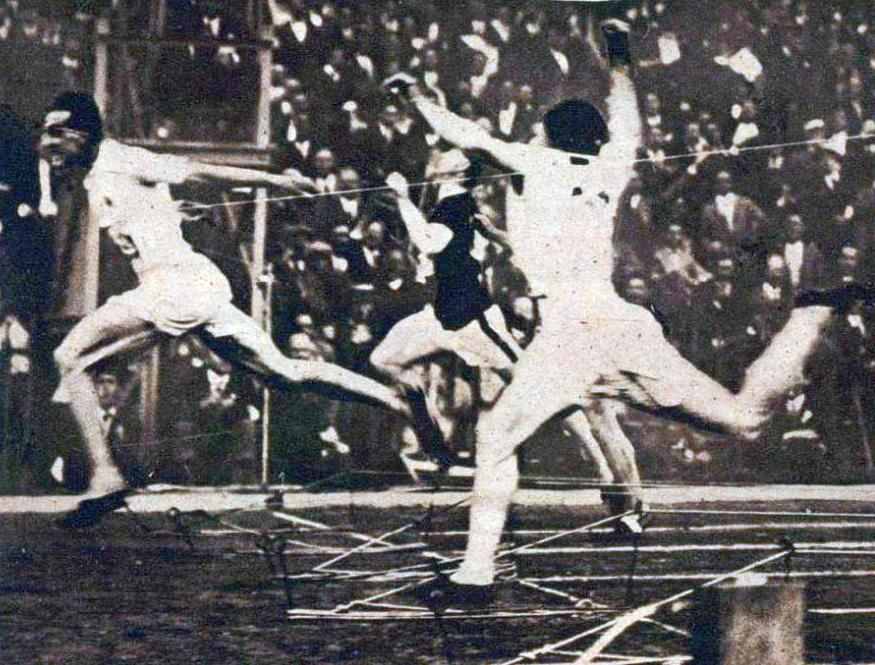
1924年パリオリンピック100m決勝でのエイブラハムス（左）

ハロルド・モーリス・エイブラハムス（Harold Maurice Abrahams CBE、1899年12月15日 - 1978年1月14日）は、イギリスの陸上競技選手である。1924年のパリオリンピックの100 m金メダリストであり、彼の偉業は、1981年に映画『炎のランナー』として描写された。ユダヤ系イギリス人。
彼の兄シドニー・エイブラハムスもオリンピック選手として、1912年のストックホルムオリンピックに出場し、走幅跳で11位の成績を残している。

## 生涯
エイブラハムスは、1899年、ロンドン郊外のベッドフォードに、ロシア・ポーランド系ユダヤ人移民の父親と、ウェールズ系の母親との間に誕生した。父親は金融業で財を成した人物で、家庭は裕福だった。
全寮制の寄宿学校を卒業後、1919年にケンブリッジ大学のゴンヴィル・アンド・キーズ・カレッジに入って法律を学んだ。若い頃から短距離と幅跳びの選手であり、ケンブリッジ大学に進学後もスポーツを続けていた。エイブラハムスは、1920年のアントワープオリンピックで初めてのオリンピックに出場する。しかし、この大会では大した活躍もできずに終わっている。100m、200mともに準々決勝で敗退し、走幅跳は20位に終わり、4×100mリレーでは4位という結果であった。
1923年に大学を卒業した後、エイブラハムスはオリンピックでの金メダル獲得を目指して、プロの陸上コーチ、サム・ムサビニ（en:Sam Mussabini）の指導を受けた。ムサビニは当時有数のコーチであり、レジー・ウォーカーなどの有名選手を指導した経験があった。エイブラハムスの考えは、アメリカ合衆国などのライバル選手に勝つためにできることはすべてやっておきたいというものだったが、アマチュアリズムを強く信奉するケンブリッジ大学の関係者からは批判を受けたという。
そして、エイブラハムスは、1924年のパリオリンピックに参加する。そのときはメダルに手が届く選手だとは見られていなかった。しかし、100mで前回の金メダリストであるアメリカの選手を含む優勝候補を破り金メダルを獲得した。200mでは6位に終わったものの、第1走者（エイブラハムス、ニコル、レンジリー、ロイル）として参加した4×100mリレー（en:Athletics at the 1924 Summer Olympics – Men's 4 × 100 metres relay）では銀メダルを獲得した。
エイブラハムスは、翌年に足のけがで引退する。その後法律の道に進み、オリンピックに関する著作も残した。また、BBCラジオの解説者として活躍した。

## 選手としての特徴
パリオリンピック100mの1次予選では、日本代表の谷三三五と同走した。谷は自己ベストで劣ってもスタートには自信があり、30mまでトップにつけたものの、50m過ぎでエイブラハムスに追い抜かれて歯が立たなかった。応援していた同僚の日本選手たちは、エイブラハムスの体力やランニングフォームが日本選手とは全く違うことに驚嘆し、織田幹雄は「身体を深く前に倒し、腕を横に振るかわったフォームをしていた。私たちは、彼は身長があるために腕を前後に振るとピッチがあがらない、それで腕を横に振ってピッチを早くしているのだろうと話し合った」と記した。